# Duane Sands
Duane Sands (* 1962 in Nassau, New Providence, Bahamas) ist ein bahamaischer Arzt und Politiker. Er gehört der aktuellen Regierungspartei Free National Movement (FNM) an und war bis zu seinem Rücktritt am 5. Mai 2020 Gesundheitsminister im Kabinett von Premierminister Hubert Minnis.

## Karriere

### Ausbildung
Sands wurde in Nassau, der Hauptstadt der Bahamas, geboren und besuchte dort die High School. Nach seinem dortigen Abschluss ging Sands zum Studium in die Vereinigten Staaten, wo er an der Tufts University in Massachusetts einen Bachelor in Chemie erwarb. Danach wechselte er von der Chemie in die Medizin und studierte an der Johns Hopkins University in Maryland, wo Sands 1986 als Doktor der Medizin graduierte. Bis 1994 war er anschließend an der Wayne State University in Michigan tätig, wo er sich auf Herz- und Gefäßchirurgie spezialisierte.

### Rückkehr auf die Bahamas

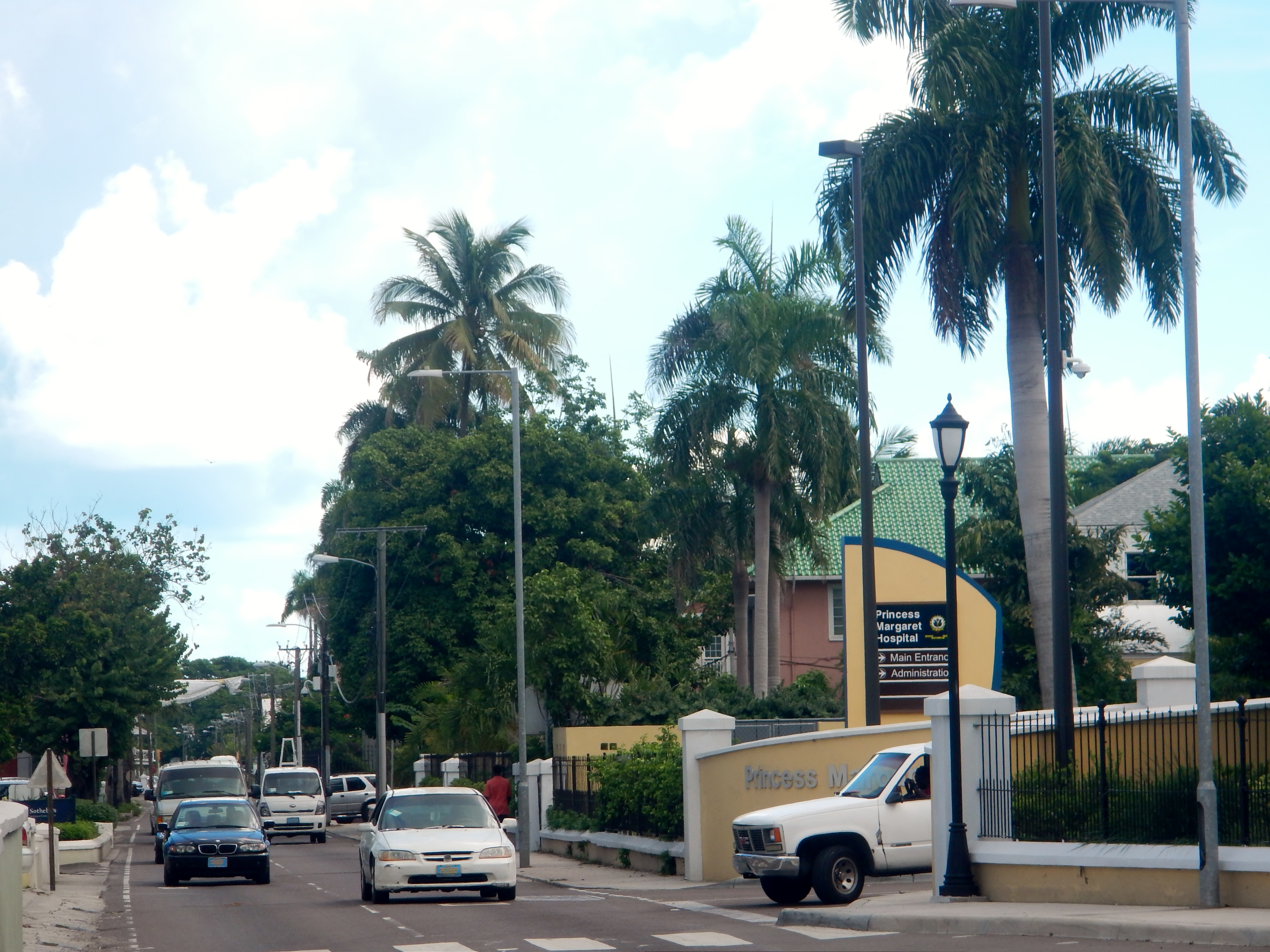
Einfahrt zum Princess Margaret Hospital in Nassau

1994 kehrte er auf die Bahamas zurück, wo er in verschiedenen Positionen, unter anderem als Leiter der Notaufnahme und der Chirurgie, am Princess Margaret Hospital in Nassau tätig war. Parallel zu dieser Tätigkeit bekleidete Sands auch erste Ämter, unter anderem als Vorsitzender des bahamaischen Medizinerrates und als Direktor der Behörde für Öffentliche Krankenhäuser. 
Bei der Parlamentswahl auf den Bahamas 2012 trat Sands im Wahlbezirk Elizabeth als Kandidat des Free National Movements an. Er konnte 44,03 % der abgegebenen Stimmen auf sich vereinen, unterlag damit aber dem Kandidaten der Progressive Liberal Party (PLP), Ryan Pinder, der 46,87 % der abgegebenen Stimmen erhielt. Insgesamt gewann die PLP 29 der 38 Sitze im bahamaischen Parlament und regierte damit mit absoluter Mehrheit.

### Amtszeit als Senator
Am 14. Mai 2016 wurde Sands vom FNM-Parteivorsitzenden Hubert Minnis als neues Mitglied des Senats berufen, nachdem ein Senator der Partei zurückgetreten war. Die Berufung von Sands war von einigen Parteimitgliedern bereits früher gefordert worden, wurde von der Parteiführung aber stets abgelehnt. Grund dafür waren Differenzen zwischen Minnis und Sands, unter anderem hatte Sands dem damaligen Oppositionsführer Minnis vorgeworfen, Selbstdarstellung zu betreiben, statt inhaltlich Kritik an der PLP-Regierung zu üben.
Bald nach der Ernennung Sands zum Senator spitzte sich der parteiinterne Machtkampf in der FNM zu. Mehrere Abgeordnete und Senatoren forderten den Rücktritt des Parteivorsitzenden Minnis, dieser konnte sich jedoch im Amt behaupten. Daraufhin forderte er mehrere Politiker zum Rücktritt auf, darunter Duane Sands, der  am 8. Dezember 2016 von seinem Amt als Senator zurücktrat.

### Amtszeit als Gesundheitsminister
Die Parlamentswahl auf den Bahamas 2017 ergab eine absolute Mehrheit für die FNM, Hubert Minnis wurde daraufhin neuer Premierminister der Bahamas. Sands gewann seinen Wahlkreis und zog erstmals in das Parlament ein. Trotz der vorangegangenen Differenzen wurde Sands im Kabinett von Minnis Gesundheitsminister. Die bis dato größte Herausforderung während der Amtszeit Sands waren die Folgen des Hurrikan Dorian, der am 1. September 2019 auf die Bahamas traf. Der Hurrikan sorgte für Zerstörungen in historischem Ausmaß und stellte das Gesundheitssystem des Landes vor eine bedeutende Herausforderung. Nach Angaben vom 28. Februar 2020 starben 74 Menschen durch den Hurrikan, da zahlreiche Menschen noch als vermisst galten, wird von einer tatsächlich höheren Zahl von Toten ausgegangen. Sands bezeichnet die Situation des öffentlichen Gesundheitssektors nach der Katastrophe als stabil und lobte die Zusammenarbeit mit internationalen Partnern zur Bewältigung der Krise. Die Bedrohung durch außergewöhnlich heftige Naturereignisse wie Hurrikan Dorian bezeichnete er als neue Normalität in Folge des Klimawandels.
Mit der COVID-19-Pandemie folgte auf Hurrikan Dorian rasch eine weitere Herausforderung für das bahamaische Gesundheitssystem. Der erste Fall von COVID-19 auf den Bahamas wurde am 15. März 2020 bestätigt, in den folgenden Tagen und Wochen beschloss die Regierung strenge Maßnahmen, darunter die Schließung von Restaurants und Geschäften, eine nächtliche Ausgangssperre, eine allgemeine Maskenpflicht und strenge Einreisevorschriften. Letztere wurden verletzt, als sechs Personen auf Geheiß von Gesundheitsminister Sands ohne ein negatives Testergebnis nach Bahamas einreisen durften. Sie begaben sich nach der Einreise zwar in häusliche Quarantäne, trotzdem stellte dieses Vorgehen einen Verstoß gegen die geltenden Maßnahmen dar. Nach Bekanntwerden dieser Begebenheit kam es zu scharfer Kritik an Sands, dieser lehnte einen Rücktritt jedoch vorerst ab. Diese Haltung änderte er am 5. Mai 2020, als er seinen Rücktritt vom Amt des Gesundheitsministers anbot, der von Premierminister Minnis angenommen wurde. Sands äußerte sein Bedauern hinsichtlich des Bruches der Einreisebeschränkungen und begründete seinen Rücktritt mit der Absicht, eine erfolgreiche Bekämpfung des Virus nicht behindern zu wollen.